# Косенко Максим Анатолійович
 Макси́м Анато́лійович Косе́нко — підполковник медичної служби Збройних сил України, учасник російсько-української війни, що відзначився під час російського вторгнення в Україну в 2022 році.

## Життєпис
Максим Косенко працює лікарем-анестезіологом відділення анестезіології, реанімації та інтенсивної терапії військової частини А3120. У ході пандемії був призначений на посаду начальника позаштатного відділення реанімації та інтенсивної терапії для хворих на COVID-19. З перших днів брав безпосередню участь у прийомі, обстеженні та лікування хворих на COVID-19. Запроваджував у роботу новітні методики лікування хворих на COVID-19, вдосконалював систему кисневої підтримки хворих, цілодобово контролював стан хворих та ефективність їх лікування, за потреби надавав анестезіологічне забезпечення в операційній хворим з COVID-19. Через відділення пройшло близько сотні найважчих та найнестабільніших хворих (військовослужбовців, працівників ЗСУ та пенсіонерів МОУ) на COVID-19.

## Нагороди
- орден «Богдана Хмельницького» III ступеня (2022) — за особисту мужність і самовіддані дії, виявлені у захисті державного суверенітету та територіальної цілісності України, вірність військовій присязі[2][3].
- медаль «За самовіддану працю в боротьбі з пандемією» (28.01.2021, № 367)[4].